# 日本社会連帯機構
一般社団法人日本社会連帯機構（にほんしゃかいれんたいきこう、英語：JAPAN SOCIAL SOLIDARIRY ORGANIZATION）は、持続可能なコミュニティづくりやそのための仕事や活動を生み出すことを目標とし発足された業界団体。
日本労働者協同組合(ワーカーズコープ)連合会センター事業団を母体として発足された。

## 概要
所在地　〒170-0013　東京都豊島区東池袋1-44-3池袋ISPタマビル7階
設立　2004年
組織　地方委員会（支部）が全国に17支部ある。
会員　個人会員、法人会員からなる。

## 沿革
2004年　社会連帯委員会 設立総会
2005年　東京地方委員会の設立記念集会
2009年　全国社会連帯委員会
2010年　一般社団法人日本社会連帯機構設立総会
2011年　東日本大震災被災地・石巻その他の被災地域で緊急支援活動
2012年　にいがた玄米白米プロジェクト、廃油回収開始
2013年　映画「ワーカーズ」上映開始
2015年　沖縄連帯基金設立／大学での寄付講座スタート
2016年　全国地域おこし名人達人サミット、映画『Workers 被災地に起つ』上映（配給）
2018年　「みんなのおうち」づくり運動スタート